# 威廉·凱特爾
威廉·博德温·约翰·古斯塔夫·凯特尔（德語：Wilhelm Bodewin Johann Gustav Keitel，1882年9月22日—1946年10月16日），曾在1938至1945年間任德國國防軍最高統帥部總長，他也是第二次世界大戰國防軍资历最老的指挥官之一。
凱特爾出身于德国西北部小镇赫尔姆舍罗德的地主阶级家庭，后加入普鲁士陆军，参与了第一次世界大战。战后成为了《凡尔赛条约》限制的十万防卫军军官之一，并进入国家参谋部部队局。1935年被任命为德国陆军部武装部队办公室负责人，开始担任国防军高级指挥部总长一職。1938年希特勒接任国防军司令部后，用國防軍最高統帥部取代了该部，凯特尔成为其负责人。由于其对希特勒的命令唯命是从，在他的军事同僚中得到了希特勒的“应声虫”的称号。
德國二戰投降後，凯特尔被纽伦堡国际军事法庭起诉为“重大战犯”之一。他被判犯有所有罪名：危害人类罪、危害和平罪、阴谋犯罪和战争罪。 他于1946年被判处死刑并处以绞刑。

## 早年經歷

### 家庭背景
威廉·凯特尔出生于德国不伦瑞克公国加恩德斯海姆附近的村莊赫尔姆舍罗德（今為巴特甘德斯海姆城區）。他是中产阶级地主卡尔·凯特尔（Carl Keitel，1854年-1934年）与其妻阿波罗尼娅·菲塞林（Apollonia Vissering，1855年-1888年）的长子。年幼时，他的主要兴趣是打猎和骑马，这些爱好他在晚年仍持续保持。他还对农业感兴趣，原本打算在完成文理中学学业后继承家族的庄园。但由于其父不愿退休，该计划未能实现。1909年4月18日，凯特尔与汉诺威附近伍尔费尔（Wülfel）一位富有地主的女儿丽莎·楓丹（Lisa Fontaine）结婚。凯特尔身高约1.85米，被同时代人描述为体格结实、下巴方正的普鲁士人。凯特尔的弟弟博德温·凯特尔也服役于德国军队，终战前任第20军区（但泽）总长，最高军衔步兵上將；凯特尔的侄女是美籍德裔物理学家罗伯特·奥本海默的妻子凯瑟琳·“基蒂”·奥本海默。奥本海默曾担任曼哈顿计划下属洛斯阿拉莫斯国家实验室的主任，负责研发世界上第一批原子弹。

### 軍旅生涯
凱特爾于1901年进入普鲁士陆军，成为一名军官候补生。由于出身平民，他并未进入骑兵部队，而是加入驻沃尔芬比特尔的野战炮兵团，并自1908年起担任副官。
在第一次世界大战中，凯特尔在西线服役，参与法兰德斯战役并在那里负重伤。随后他晋升为上尉，并于1915年被调入某步兵师参谋部任职。战后，他被留在魏玛共和国新组建的威瑪防衛軍中，并参与组织波兰边境的准军事组织——自由军团。1924年，凯特尔被调入柏林的国家防衛部，任职于部队局（Truppenamt），该机构是《凡尔赛条约》之后对德国总参谋部的幌子機構。三年后，他回到部队任指挥职。
此时凯特尔已晋升为中校，于1929年再次调回国防部，并迅速被提拔为“组织处”（T-2）负责人，直到1933年阿道夫·希特勒上台为止。他在德国重整军备过程中发挥了重要作用，并至少曾前往苏联，视察国防军在当地设立的秘密训练营。1932年秋，他因心脏病发作和双侧肺炎而病倒。康复后不久，于1933年10月被任命为第3步兵师副师长，1934年则升任驻不来梅的第22步兵师师长。

## 間戰時期

### 晋升高层
1935年，在将军维尔纳·冯·弗里奇的推荐下，凯特尔晋升为少将，并被任命为国家国防部武装部队办公室（Wehrmachtsamt）主任，负责陆军、海军与空军的协调工作。上任后，他于1936年1月1日晋升为中将。
1938年1月21日，凯特尔获悉其上司、国防部长维尔纳·冯·布隆贝格的妻子曾为妓女。凯特尔审阅材料后，建议将此案交由希特勒的副手赫尔曼·戈林处理，戈林随即利用此事迫使布隆贝格辞职。
1938年，希特勒亲自接掌德國国防军指挥权，并废除战争部，成立国防军最高统帅部（Oberkommando der Wehrmacht，简称OKW），任命凯特尔为首长。从此凯特尔实际承担起德国战争部长的职责。虽然他未被正式授予帝国部长头衔，但仍享有希特勒内阁级别的官阶。
希特勒在布隆贝格被解职后出于礼节询问其继任人选，布隆贝格回答说他本人应接管此职务，并表示：“凯特尔只是我办公室的行政官。”希特勒闻言打了个响指说：“这正是我想要的人。”于是，1938年2月4日，当希特勒成为国防军总司令之际，凯特尔（连他自己与总参谋部成员都深感惊讶）被任命为总参谋长。
凯特尔升任不久，便说服希特勒任命瓦尔特·冯·布劳希奇为陆军总司令，接替弗里奇。1938年11月，凯特尔晋升为大將（Generaloberst），次年4月获希特勒授予纳粹党金色党章。

### 能力争议
陆军元帅、裝甲部隊指揮官保羅·路德维希·埃瓦尔德·冯·克莱斯特曾讽刺凯特尔只是“希特勒的愚蠢追随者”，原因是他对希特勒俯首帖耳、唯命是从的“应声虫”态度。克萊斯特在1946年戰俘營中給美國心理學家萊昂·戈登索恩的信裡這樣說：
如果你想听听我对凯特尔命令的直率看法，那我可以告诉你：那是一个愚蠢的希特勒追随者所下达的命令。我本人对这些命令几乎毫不在意，我认为我们这些深受军事传统与良好操守熏陶的人，若试图为他的命令辩护，将是一个错误。我希望你不要引用我这些话。我对凯特尔还算了解，我认为他是个正派的人。只是希特勒想在这个权力极大的职位上安插一个软弱的将军，好让他能完全控制住这个人。如果是我在希特勒手下担任凯特尔的位置，我恐怕撑不过两个星期。
在军中，凯特尔的阿谀逢迎臭名昭著，他因此被讽刺为“拉凯特尔”（Lakeitel），这是德语“仆从”（Lakai）与其姓氏的双关词。赫尔曼·戈林曾形容凯特尔是“穿着元帅制服的下士”，此语亦常被军中同僚引用。他之所以获得晋升，是因为乐于充当希特勒的传声筒。
他的部属称其为希特勒的“盲目忠诚的奴才”，又戏称他为“点头驴同伴”（Nickgeselle），来源于一款名为“Nickesel”的德国摇头驴金属玩具。在战争期间，凯特尔屡遭希特勒当众辱骂。格尔德·冯·伦德施泰特回忆，希特勒曾对其他军官说：“你们都知道，他只有电影院检票员的脑子……（可却成了陆军最高军官）……因为他像狗一样忠诚。”（并露出狡黠笑容）
凯特尔因智力有限、性格胆怯，极易受人操控；希特勒则看重他的勤奋与服从。某次中将布尔克哈特·米勒-希勒布兰德曾问“凯特尔是谁？”，得知其身份后懊悔未向其敬礼，但弗朗茨·哈尔德却安慰道：“别担心，只是凯特尔。”德国军官时常绕过凯特尔，直接向希特勒请示。

## 世界大戰

### 陸軍總長
1937年凱特爾成為大將、1940年法國戰役後晉升元帥。第二次世界大戰時，凱特爾被人認為是懦弱與過度保守。因為他曾經勸阻希特勒勿入侵法國及勿對蘇聯進行巴巴羅薩作戰，這兩次他都背對希特勒甚至提出辭呈，但希特勒通通拒絕他勸告；1942年他又因為勸告希特勒應該命令在高加索地區陷入血腥苦戰的李斯特元帥應該即早撤退棄守，這也是他最後一次勸諫希特勒。以後安靜的他，竟被他同仁嘲弄他對希特勒是「唯唯諾諾小狗狗」，宛如一頭只會點頭說是的笨驢。
凱特爾最知名作為是策劃1941年列寧格勒包圍戰及1942年軍事行動代號「北方之光」開始攻擊列寧格勒，在連串不停的圍攻列寧格勒過程中，凱特爾伴隨希特勒會見各個軸心國的領袖；在最後策劃攻擊列寧格勒準備時，於1942年7月再次與希特勒及其他納粹將軍共同拜訪芬蘭卡爾·古斯塔夫·埃米爾·曼納海姆元帥，希特勒與曼納海姆元帥在芬蘭陸軍司令部見面，此地區在列寧格勒北方200公里 。
凱特爾曾經簽署過一部份有爭議、甚至是非法、殘暴不人道的「戰爭法律」，最不名譽的法令「政委命令」（Kommissarbefehl），其中規定到：
在与布尔什维主义的斗争中，不能指望敌人会遵守人道主义原则或国际法。特别应当预期，我们中被俘者将会遭到各类政治委员的仇恨、残酷和非人道对待。
部队必须明确以下几点：
1. 在这场战争中，怜悯或依据国际法行事是一种错误。这将危及我们自身的安全，也不利于迅速平定被占领地区。
2. 那些野蛮、亚细亚式作战方式的始作俑者正是政治委员。因此必须对他们采取立即而毫不犹豫的严厉措施。他们在战斗中被俘后，必须作为常规程序以枪决方式予以处置。

同時，國防軍放任蓋世太保頭子希姆萊在德軍佔領區實施「種族淨化」政策及在蘇聯境內虐待戰俘。接著凱特爾抓到Normandie-Niemen（「法軍空軍志願隊」到俄羅斯助戰）成員後，理應關在戰俘營卻被凱特爾下令一律槍斃。於1944年7月20日發生行刺希特勒失敗後，凱特爾主持納粹人民法庭，幾位反叛希特勒的高級將領，例如埃爾溫·馮·維茨萊本元帥就是被凱特爾令予處決的。
1945年4月至5月柏林戰役，凱特爾督戰催促各路德軍將領加緊把蘇軍趕出柏林，但是當時德軍已無足夠兵力發動反擊。1945年5月8日新任德國總統命令凱特爾在柏林簽署正式無條件投降條約；早幾天前，約德爾上將已經在法國雷姆斯簽署條約，但后来西方盟军与苏联达成协议，此次签字只视为纳粹投降仪式的预演。凯特尔被纽伦堡军事法庭列为战犯，并宣判有罪。

### 戰爭罪責
凯特尔完全了解计划的犯罪性质以及随后入侵波兰，原则上同意其目标。纳粹计划包括大规模逮捕、人口转移和大规模谋杀。凯特尔没有反驳该政权对基本人权的攻击，也没有反驳特别行动队在谋杀案中的作用。 入侵的犯罪性质现在很明显了；当地指挥官继续对他们目睹的事件表示震惊和抗议。凯特尔继续无视军官团之间的抗议，而他们在道德上对暴行变得麻木。 
凯特尔从1941年4月起发布了一系列刑事命令。这些命令超出了既定的军方行为准则，广泛允许以任何理由处决犹太人、平民和非战斗人员。那些实施谋杀的人免于军事法庭或后来因战争罪受审。订单由凯特尔签署；然而包括哈尔德在内的OKW和OKH的其他成员编写或更改了他的命令的措辞。现场指挥官解释并执行命令。
1941年夏秋两季，德国军事律师争辩说，苏联战俘应按照《日内瓦公约》处理但没有成功。凯特尔拒绝了他们，写道：“这些怀疑与关于骑士战争的军事观念相对应。我们的工作是压制一种生活方式。”1941年9月，担心东线的一些战地指挥官没有表现出足够的严厉在执行1941年5月关于“俄罗斯军队行为准则”的命令时，凯特尔发布了一项新命令，写道：“与布尔什维克主义的斗争要求采取无情和积极的行动，尤其是对犹太人，犹太人是布尔什维主义”。同样在9月，凯特尔向所有指挥官发出命令，而不仅仅是被占领苏联的指挥官，指示他们使用“异常严厉”来消灭抵抗。在这种情况下，指导方针指出，处决50至100名“共产党员”是对失去一名德国士兵的适当反应。这些命令和指令进一步激化了军队的职业政策，并将其卷入了对犹太人的种族灭绝之中。

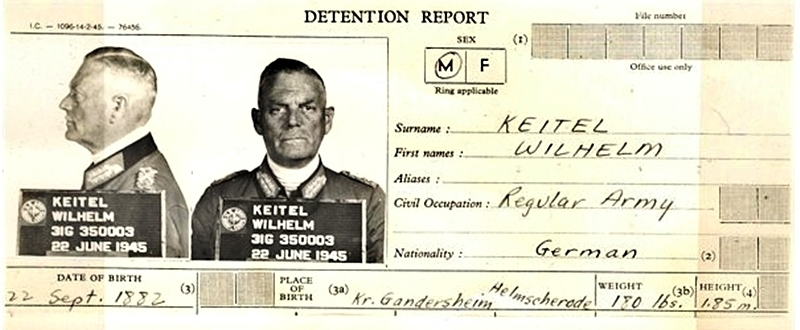
凱特爾的拘禁證明

1941年12月，希特勒指示OKW服从除丹麦以外的西欧（处于军事占领之下）的夜雾法令。由凯特尔签署，该法令使外国人可以被转移到德国接受特别法庭的审判，或者简单地交给盖世太保驱逐到集中营。 OKW 还对有关被告命运的任何信息进行了封锁。与此同时，凯特尔加大了对法国军事指挥官奥托·冯·施蒂尔普纳格尔的压力，要求在该国采取更无情的报复政策。1942年10月，凯特尔签署了突击队命令，即使身着制服，也可以杀死敌方特种作战部队。
在1942年春夏两季，随着犹太人被驱逐到灭绝营的进程，军方最初抗议为国防军服务的犹太人。当党卫军于1942年7月接管所有犹太人的强迫劳动时，军队失去了对此事的控制。凯特尔在9月正式批准了事态，向武装部队重申“必须彻底撤离犹太人及其后果尽管在接下来的三四个月内可能会造成任何麻烦，但仍能忍受”。 

### 受審處決
战后凯特尔面临国际军事法庭（IMT），该法庭以所有四项罪名起诉他：
1. 危害人类罪（德语：Verbrechen gegen die Menschlichkeit，英语：Crimes against Humanity）
2. 危害和平罪（德语：Verbrechen gegen den Frieden，英语：Crimes against peace）
3. 阴谋犯罪（德语：Verschwörung zur Planung eines Angriffskrieges，英语：Criminal Conspiracy）
4. 战争罪（德语：Kriegsverbrechen，英语：War Crimes）

大多数针对他的案件都是基于他在数十份要求士兵和政治犯被杀或“失踪”的命令上的签名。在法庭上，凯特尔承认他知道希特勒的许多命令是非法的。他的辩护几乎完全依赖于他只是按照“领导原则”（Führerprinzip）和他效忠希特勒的个人誓言执行命令的论点。
IMT拒绝了这一辩护，并对他的所有指控定罪。尽管法庭的章程允许将“上级命令”视为减轻处罚的因素，但它发现凯特尔的罪行如此恶劣，以至于“没有减轻处罚”。在对他的判决中，IMT写道：“上级命令，即使是士兵，在有意识、无情且没有军事借口或正当理由的情况下，不能考虑减轻令人震惊和广泛的罪行。是非法的，他重申了它并扩大了其适用范围。它还指出了他自行发布非法命令的几个例子。
凯特尔在法庭上的陈述中说：“随着这些暴行一步一步地发展，在没有任何预知后果的情况下，命运走上了悲惨的道路，并带来了决定性的后果。”盟军認爲于凯特尔的罪行不屬军事性质，他提出由行刑隊執行槍決的要求遭到拒絕，他被處以在纽伦堡监狱執行絞刑。 
行刑当天，凯特尔对监狱牧师亨利·F·格瑞克说：“你对我的帮助比你所知道的要多。愿我的救世主基督一直在我身边。我会非常需要他。”然后他接受了圣餐，并在当天晚些时候被处决。凯特尔被美国陆军中士约翰·C·伍兹处决。他留下了臨終的遺言：
我祈求全能的上帝怜悯德国人民。已有两百多万德国士兵在我之前为祖国捐躯。如今我也追随我的儿子们——一切都是为了德国。
因爲絞刑架的地板活門開口太小，导致凯特尔和其他几名被處決的人在坠落时，头部撞到地板的開口邊緣而受伤，繩索拉緊時没有產生足够的力量折断他们的頸椎骨，凯特尔持续抽搐24分钟才死去。凯特尔和其他九名被处决者的尸体与赫尔曼·戈林的尸体一样，在慕尼黑的奥斯特弗里德霍夫火化，骨灰被撒在伊萨尔河中。

## 大眾文化
- 在1985年蘇聯、東德、捷克斯洛伐克和越南的合拍電影《莫斯科保衛戰》中由尤里·奧澤羅夫飾演。
- 在1990年蘇聯電影《斯大林格勒》中由尤里·奧澤羅夫飾演。
- 在2004年德國電影《希特勒的最後十二天》由迪特爾·曼（Dieter Mann）飾演。
- 在2008年美國和德國合拍電影《行動代號：華爾奇麗雅》中由肯尼斯·克拉漢姆（Kenneth Cranham）飾演。
- 2006年「夢之龍玩具公司」以1/6縮小複製出12吋凱特爾的「公仔娃娃」銷售。

### 文献
- Browning, Christopher. . University of Nebraska Press and Yad Vashem. 2004. ISBN 0-8032-1327-1.
- Broszat, Martin. . New York: Longman Inc. 1981. ISBN 0-582-49200-9.
- Burleigh, Michael. . New York and London: Harper Collins. 2010. ISBN 978-0-00-719576-3.
- Conot, Robert E. . New York: Carroll & Graf Publishers. 2000 [1947]. ISBN 978-0-88184-032-2.
- Darnstädt, Thomas. . Der Spiegel. 4 April 2005  [15 October 2019] （德语）.
- de Vabres, M. . The Avalon Project. Lillian Goldman Law Library. 2008  [11 November 2019].
- Editorial staff. . Encyclopædia Britannica. n.d.  [6 October 2019].
- Förster, Jürgen. . Michael Berenbaum & Abraham Peck  (编). . Bloomington: Indiana University Press. 1998. ISBN 978-0-253-33374-2.
- Goerlitz, Walter. . Barnett, Correlli  (编). . Grove Press. 2003: 139–175. ISBN 978-0802139948.
- Heer, Hannes; Manoschek, Walter; Pollak, Alexander; Wodak, Ruth. . New York: Palgrave Macmillan. 2008. ISBN 978-0230013230.
- Hildebrand, Klaus. . London & New York: Routledge. 1986. ISBN 0-04-9430327.
- Kane, Thomas M. . Bradford, James C.  (编). . Routledge: 707–708. 2004. ISBN 978-1-135-95034-7 （英语）.
- Keitel, Wilhelm. . Historical Division, Headquarters, United States Army, Europe. 1949. ASIN B0007K46NA.
- Keitel, Wilhelm. . New York: Rowman & Littlefield. 2000. ISBN 978-0-8154-1072-0.
- Kershaw, Ian. . Penguin. 2001. ISBN 978-0140272390.
- Kershaw, Ian. . New York: W. W. Norton & Company. 2008. ISBN 978-0-393-06757-6.
- Knopp, Guido.  [Hitler's Warriors]. 由Irheden, Ulf翻译. Leipzig: Goldmann Verlag. 2001 [1998]. ISBN 91-89442-17-2 （瑞典语）.
- Margaritis, Peter. . Oxford, UK & PA, US: Casemate. 2019. ISBN 978-1-61200-769-4.
- Mazower, Mark. . London: Allen Lane. 2008. ISBN 978-0713996814.
- Megargee, Geoffrey. . Rowman & Littelefield. 2006. ISBN 0-7425-4481-8.
- Megargee, Geoffrey P. . Lawrence: Kansas University Press. 2000. ISBN 0-7006-1015-4.
- Mitcham, Samuel; Mueller, Gene. . Lanham, MD: Rowman & Littlefield. 2012. ISBN 978-1-44221-153-7.
- Mitcham, Samuel W. Jr. . New York: Cooper Square Press. 2001. ISBN 0-8154-1130-8.
- Mueller, Gene. . Durham, NC: Moore Publishing. 1979. ISBN 978-0-87716-105-9.
- Piper, Ernst. . Spiegel Online. Der Spiegel. 16 January 2007  [17 November 2019] （德语）.
- Stahel, David. . Cambridge, UK: Cambridge University Press. 2009. ISBN 978-0-521-76847-4.
- Shepherd, Ben. . Yale University Press. 2016. ISBN 978-0300179033.
- Shirer, William L. . Simon and Schuster. 1990. ISBN 978-0-671-72868-7.
- Smith, Kingsbury. . Nuremberg Gaol, Germany. International News Service. 16 October 1946  [17 November 2019].
- Tucker, Spencer. . ABC Clio. 2005. ISBN 1-85109-857-7.
- USHMM. . United States Holocaust Memorial Museum. n.d.  [6 October 2019].
- Walker, Andrew. . CPD Ltd. 2006. ISBN 978-1-903047-50-7.
- Wilkes, Donald E. Jr. . Popular Media (University of Georgia School of Law). 2002, 33  [17 November 2019].
- Wheeler-Bennett, John W. . Basingstoke: Palgrave Macmillan. 1980 [1953]. ISBN 0-333-06864-5.
- Wistrich, Robert. . Macmillan Publishing Co. Inc. 1982. ISBN 0-02-630600-X.
- Zeller, Tom Jr. . New York Times. 17 January 2007  [15 October 2019].

## 外部連結
- The Memoirs of Fieldmarshal Keitel （页面存档备份，存于）

| 官衔                                         | 官衔                                                 | 官衔                       |
| -------------------------------------------- | ---------------------------------------------------- | -------------------------- |
| 前任者： 瓦尔特·冯·赖歇瑙                    | 威玛国防军总参谋长 1935年10月1日 – 1938年2月4日      | 繼任者： 无 职位废除       |
| 军职                                         |                                                      |                            |
| 前任者： 沃纳·冯·布隆伯格 作为帝国国防部部长 | 德国国防军总参谋长 1938年2月4日 – 1945年5月8日       | 繼任者： 阿尔弗雷德·约德尔 |
| 前任者： 汉斯·克莱布斯                       | 國防軍最高統帥部总参谋长 1945年5月1日 – 1945年5月8日 | 繼任者： 阿尔弗雷德·约德尔 |